# Tito Terzi

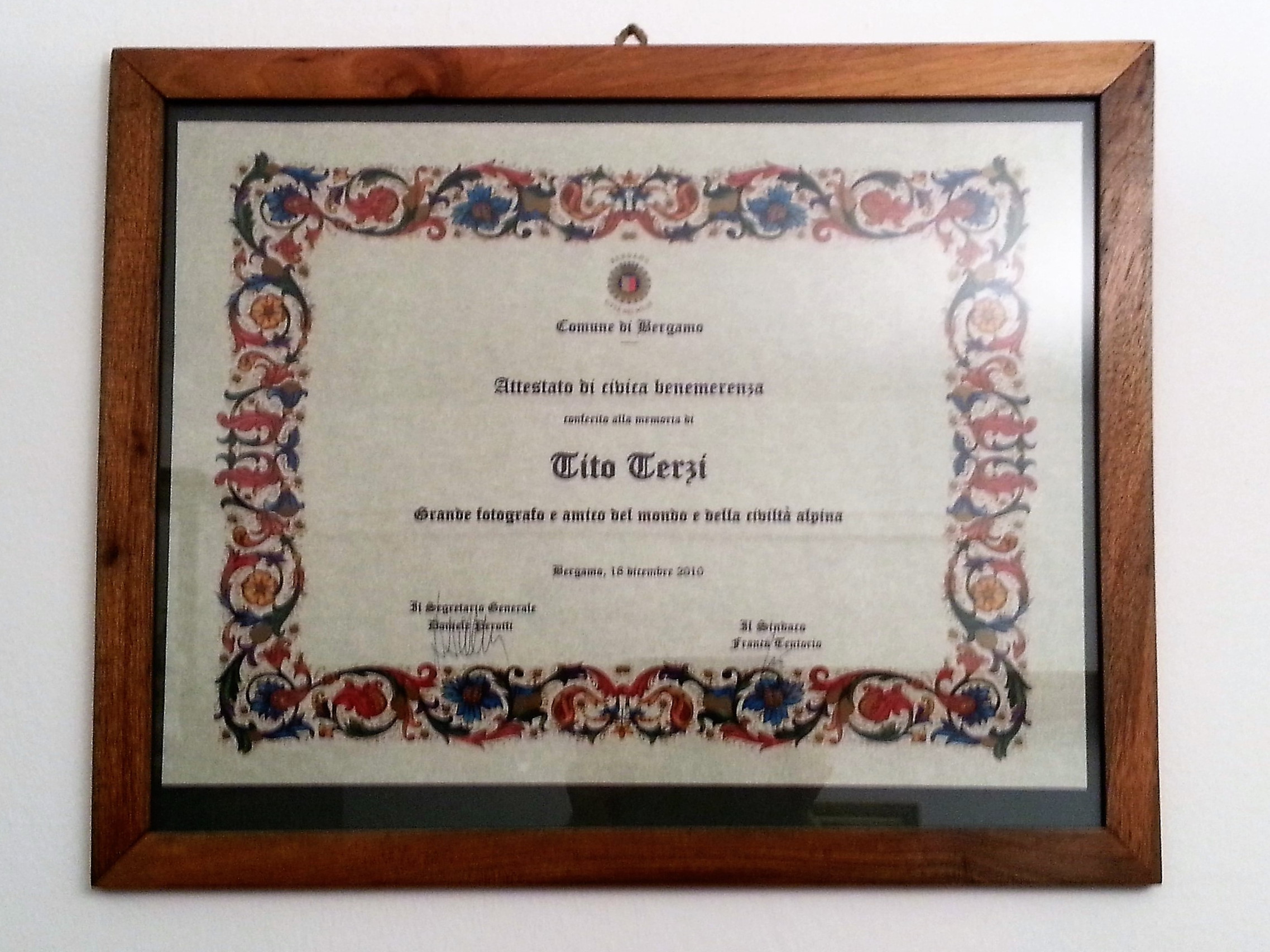
Targa rilasciata dal comune di Bergamo a Tito Terzi

Pier Achille Terzi, detto Tito (Gromo, 6 luglio 1936 – Bergamo, 22 settembre 2010), è stato un fotografo italiano.

## Biografia
Pier Achille Terzi, per tutti Tito, nacque a Gromo in provincia di Bergamo, alta Val Seriana, da Luigi Terzi e Bonsaglia Emma, famiglia  proprietaria dall '800 della farmacia storica del paese, accertata presente già nel XVIII secolo. Tito crebbe coltivando la sua passione per la montagna e la fotografia nella medesima casa dello zio paterno Benvenuto Terzi, musicista.

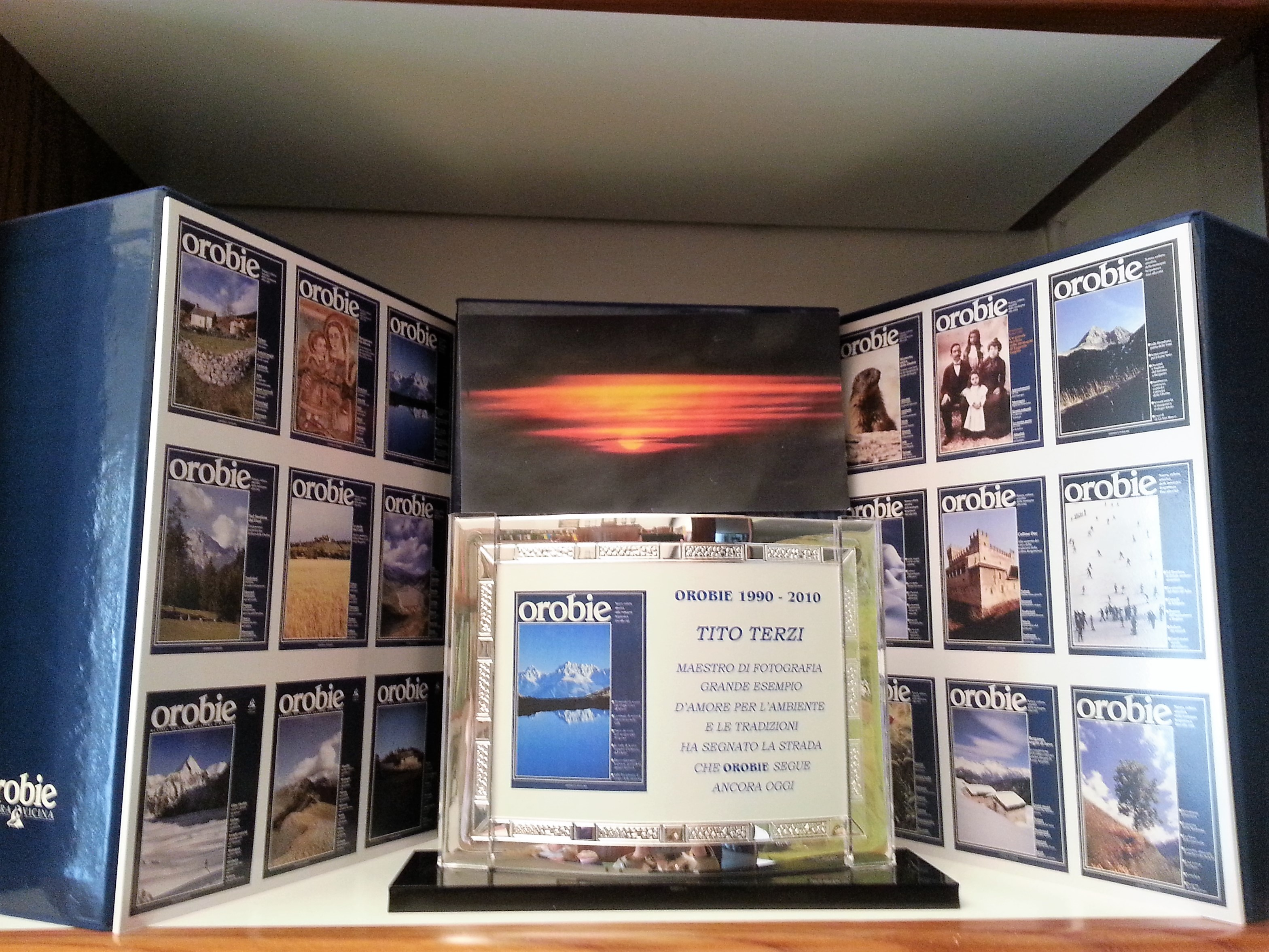
Targa a riconoscenza del lavoro di fotografo

Alla fine degli anni '50 si trasferì con la famiglia a Bergamo dove iniziò a lavorare nella tipografia di Cesare Bonfanti. Negli anni '60 aveva già rappresentato il suo amore per la montagna e per la gente di montagna in migliaia di scatti fotografici.
La sua prima mostra in bianco e nero raffigurante i volti della gente delle valli bergamasche si tenne a Gromo nel Palazzo Milesi con la promozione dell'amministrazione comunale, mentre il suo primo libro, Il volto di Clusone, edito da Cesare Ferrari, venne pubblicato nel 1975, con testi di don Nicola Morali riscontrando subito grande successo.. 
Questo libro e successivamente tantissimi altri lo portarono nel 1990 a collaborare nella creazione del mensile Orobie sempre con l'editore Cesare Ferrari, proprio per rispondere al suo intento di valorizzare gli aspetti paesaggistici, sociali e culturali delle Prealpi Bergamasche, documentandone non solo la natura, ma la vita della gente con le sue trasformazioni. La rivista da quasi trent'anni si occupa della Lombardia e delle sue montagne.

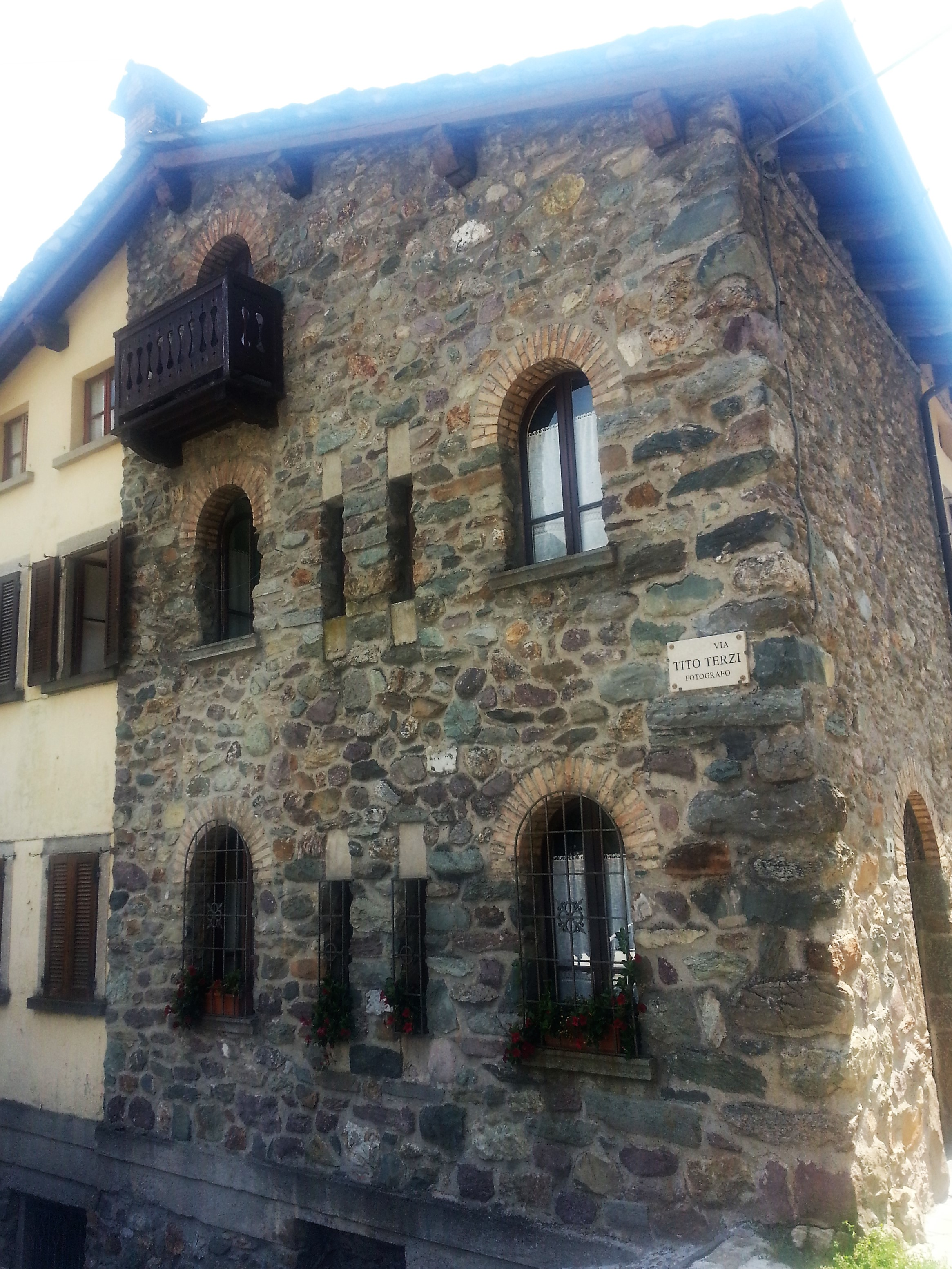
La via intitolata al fotografo Tito Terzi

Nel 2010 ricevette dal comune di Bergamo l'attestato di Civica benemerenza, riconoscenza che il comune  assegna ogni anno alle persone che hanno dato lustro alla città con il loro contributo, con la motivazione: "Grande fotografo e amico del mondo e della civiltà alpina". 
Il 28 gennaio 2015 la moglie Adele Tavella con la quale si era unito in matrimonio nel 1971, ha consegnato in deposito ventennale il fondo Terzi formato da 42000 diapositive alla Fondazione Bergamo nella Storia ubicato nel convento di san Francesco.
Tito Terzi riuscì a pubblicare una quarantina di libri fotografici frutto di migliaia di scatti che volevano documentare la bergamasca le sue valli e la gente di montagna.
Il giorno 11 ottobre 2015 l'amministrazione comunale di Gromo, suo paese di nascita, gli intitolò una via: la vecchia scalinata che si trova nel centro storico del paese un tempo chiamata Valmezzera e diventata dunque via Tito Terzi.

## Opere
- Foto Tito Terzi, Il volto di Clusone, in ed. Cesare Ferrari, 1975.
- Martino Campagnoni Vittorio Mora, Detti bergamaschi, in Cesare Ferrari, illustrazioni di Tito Terzi, 1979.
- Foto Tito Terzi Compagnoni Martino Mora Vittorio, 1000 proverbi bergamaschi, in Ediz Cesare Ferrari, Bergamo, 1980.
- foto di Terzi Tito, Alpi bergamasche. Immagini e storia di CAPELLINI Pino, Bergamo, 1982, OCLC 799649562.
- Tiziana Antico, Oltre la realtà.Sognare la natura in terra di Bergamo, in Clusone Ferrar, illustrazioni di Tito Terzi, 1983.
- foto di Tito Terzi, Antica Repubblica di Scalve, in Ferrari Grafiche Brossura.
- foto di Tito Terzi, Folclore bergamasco, in Ferrari Grafiche, Brossura, 1984, OCLC 797806155.
- Enzo Valenti Tito Terzi, Le incomparabili cascate del fiume Serio, in Ferrari Grafiche, Brossura.
- foto di Tito Terzi, Le quattro montagne di Bergamo, in Ferrari Grafiche, Brossura.
- foto di Tito Terzi, Montagna da vivere, in Ferrari Grafiche, Brossura.
- Virgilio Fenaroli Sandro Da Re Tito Terzi, La chiesa di Gromo, Fede, storia, arte, 2004.
- Virgilio Fenaroli Ezio Boplis Enzo Valenti Tito Terzi, La fede sui muri e sui monti, 2009.
- Nicola Morali e Tito Terzi, Clusone, Edizioni Ferrari Clusone, OCLC 879112628.
- Alessandro Pellegrini, Cristian Pellegrini, Tito Terzi, Brembilla,viaggio nelle 141 contrade, Ferrari, 1997, ISBN 88-86475-79-9, OCLC 38312502.
- Lidia Rigon; Tito Terzi, La bottega dei Fantoni, Bergamo, Ferrari, 1988, OCLC 55142742.